# Béla Tóth
Bela Toth (Budapest, 19 avril 1943) est un joueur d'échecs italien d'origine hongroise. 
Il est maître international (FIDE) depuis 1974 et grand maître international du jeu d'échecs par correspondance (ICCF).

## Carrière
Il est aussi auteur d'ouvrages consacrés au jeu d'échecs ; il a collaboré à la revue d'échecs italienne L'Italia Scacchistica pendant les années 1970 et à la revue suisse de langue allemande Die Schachwoche en 1983 et 1984.
En avril 1985, son classement Elo était de 2 577. Depuis avril 2007, il est de  2 365.

## Livres
- (de) Bela Toth, Damengambit, Minoritätsangriff, 1987 ;
- (de) Bela Toth, Die Russische Verteidigung, 1987.